# Irene Abendroth
Irene Abendroth (14 de julio de 1872-1 de septiembre de 1932) fue una cantante de ópera soprano polaca, de ascendencia alemana.

## Biografía
Estudió en Milán, siendo alumna de Francesco Lamperti e Italo Campanini, y posteriormente continuó sus estudios en Viena. En marzo de 1889 debutó en los escenarios en la Ópera Estatal de Viena con el papel de Amina en la obra La Sonnambula. La recepción de la audiencia fue muy favorable. Según la crítica, su actuación fue de «extraordinaria brillantez en ejecución, en el mejor estilo italiano, suave hasta en los pasajes staccato... su voz es muy delgada».
Tras un año fuera de los escenarios, regresó en 1894. Desde este año hasta 1899 interpretó óperas como The Queen of the Night, Violetta, Gilda, y Margarita de Valois. También participó en los estrenos locales de Hänsel und Gretel (como Sandmännchen) y La novia vendida (como Esmeralda).
Entre 1899 y 1908 actuó para la Ópera Real de la Corte de Dresde. Aquí interpretó Un ballo in maschera (como Amelia) y Oberon (como Recia), entre otras.